# لوكهيد دي-21

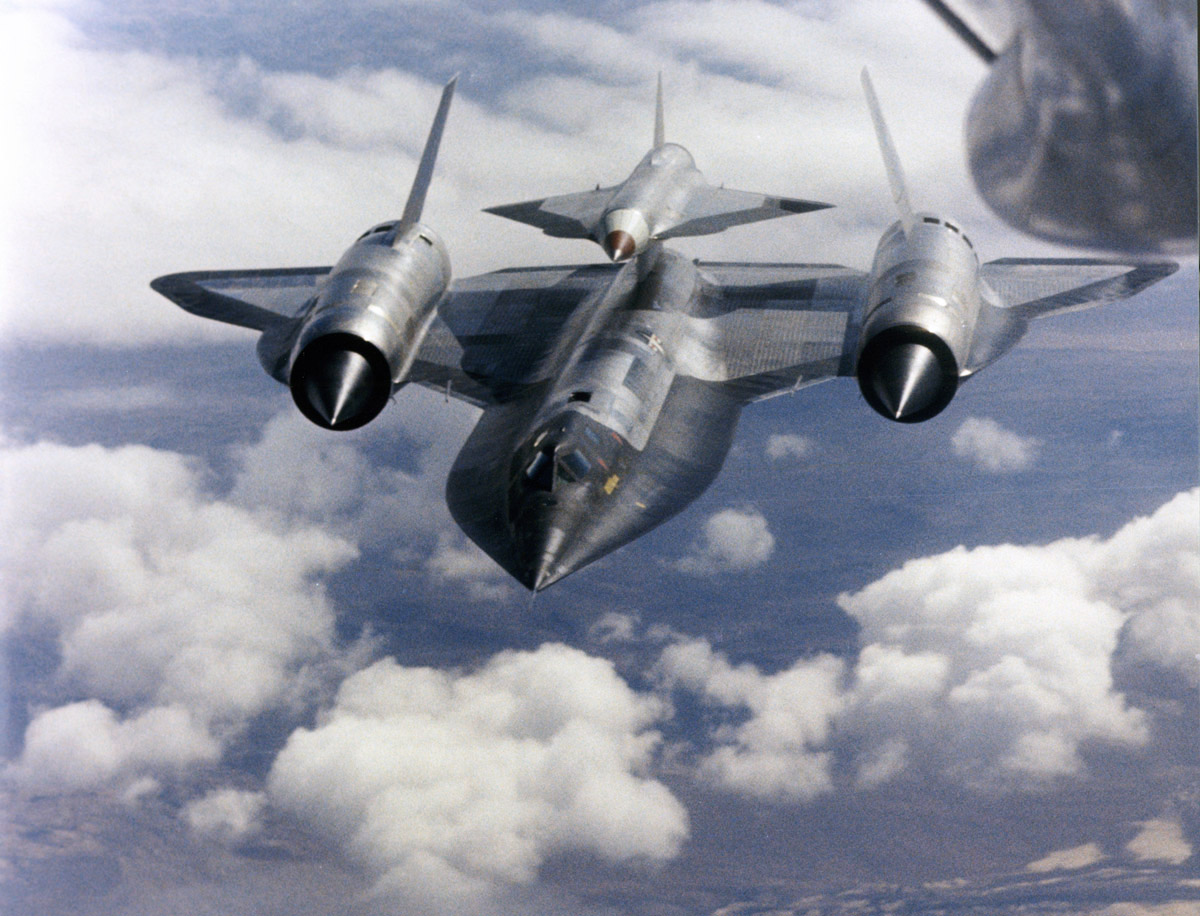
طائرة أم-21 تحمل طائرة د-21 في الجو

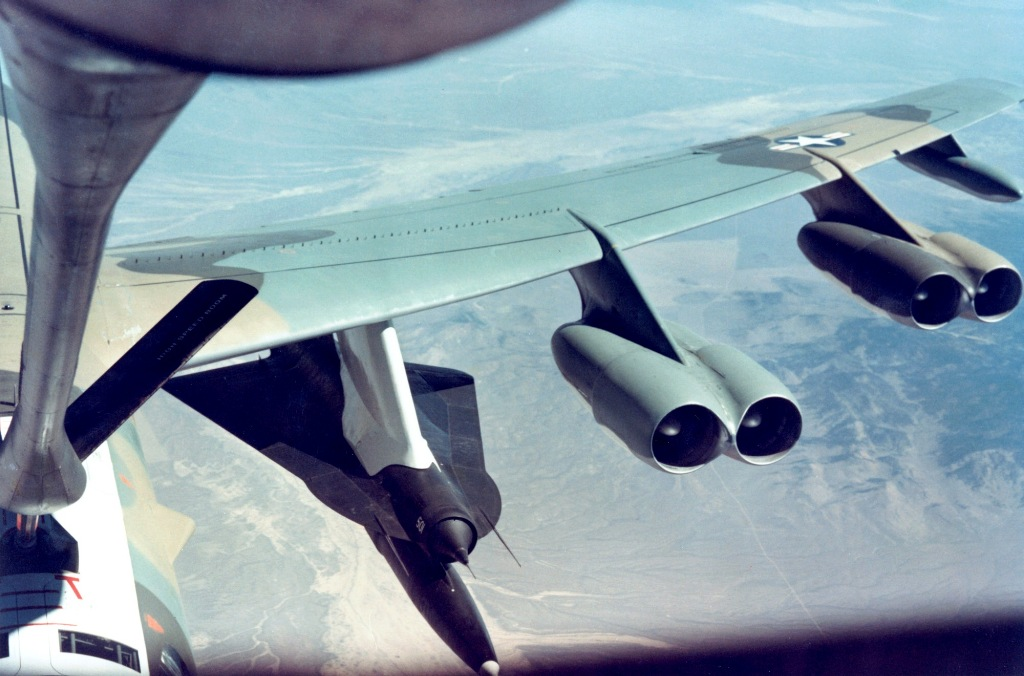
طائرة معدلة من د-21 محمولة على جناح طائرة B-52

لوكهيد دي-21 (Lockheed D-21) طائرة استطلاع داخل جو العدو أمريكية بدون طيار مع أقصى قدرة للطيران بسرعة ماخ 3.3. صممت بالأساس لتنطلق من حاملات الطائرات من طراز أم-21 وهي تعديل لطائرة لوكهيد-12. بدأ تطوير الطائرة في تشرين الأول / أكتوبر 1962.

## المواصفات (د-21)
- جناحيها: 19 قدم 0.25 بوصة (5.7976 م)
- الطول: 42 قدم 10 بوصة (13.06 م)
- الطول: 7 قدم 0.25 بوصة (2.1400 م)
- إطلاق الوزن: 11,000 رطل (5,000 كـغ)
- السرعة القصوى: ماخ 3.35 (2,255.89 ميل/س؛ 3,630.50 كم/س؛ 1,960.315 عقدة) (التحويلات المقدرة في خدمة سقف الموقف)
- سقف الخدمة: 95,000 قدم (29,000 م)
- مدى: 3,000 nmi (3,500 ميل؛ 5,600 كـم)
- المحرك: 1 × Marquardt RJ43-MA-20S4 محرك نفاث بوقود, 1,500 رطلق (6.7 كـن)

## وصلات خارجية
- فقدان M-21 د-21 ، بما في ذلك الفيديو من إطلاق ناجحة و الجو الاصطدام
- دليل الجيش الأمريكي الصواريخ والقذائف
- أسلحة دقيقة الدمار
- صور لوكهيد د-21B لا.  527 في الصين Aviation Museum, بكين

## للاستزادة
- لوكهيد إيه-12
- قائمة طائرات الولايات المتحدة الأمريكية الحربية